# 标致207
标致207（Peugeot 207）是一款由法國標緻車廠於2006年推出、用以取代標緻206車系的B級距（Segment B）。主要投放欧洲市场，其主要竞争对手为雪铁龙C3和等。
目前，在欧洲以外销售的同名称车款，请参阅标致206（包括由中国大陆地区神龙汽车有限公司生产的同名车型）。

## 可選配引擎
- 1.4 L (70 hp)
- 1.4 L (90 hp)
- 1.4 L VTI (95 hp)
- 1.6 L Sport (120 hp)
- 1.6 L GT (150 hp)
- 1.6 L HDi (90/110 hp)
- 1.6 L Turbo (175 hp)

## 車型

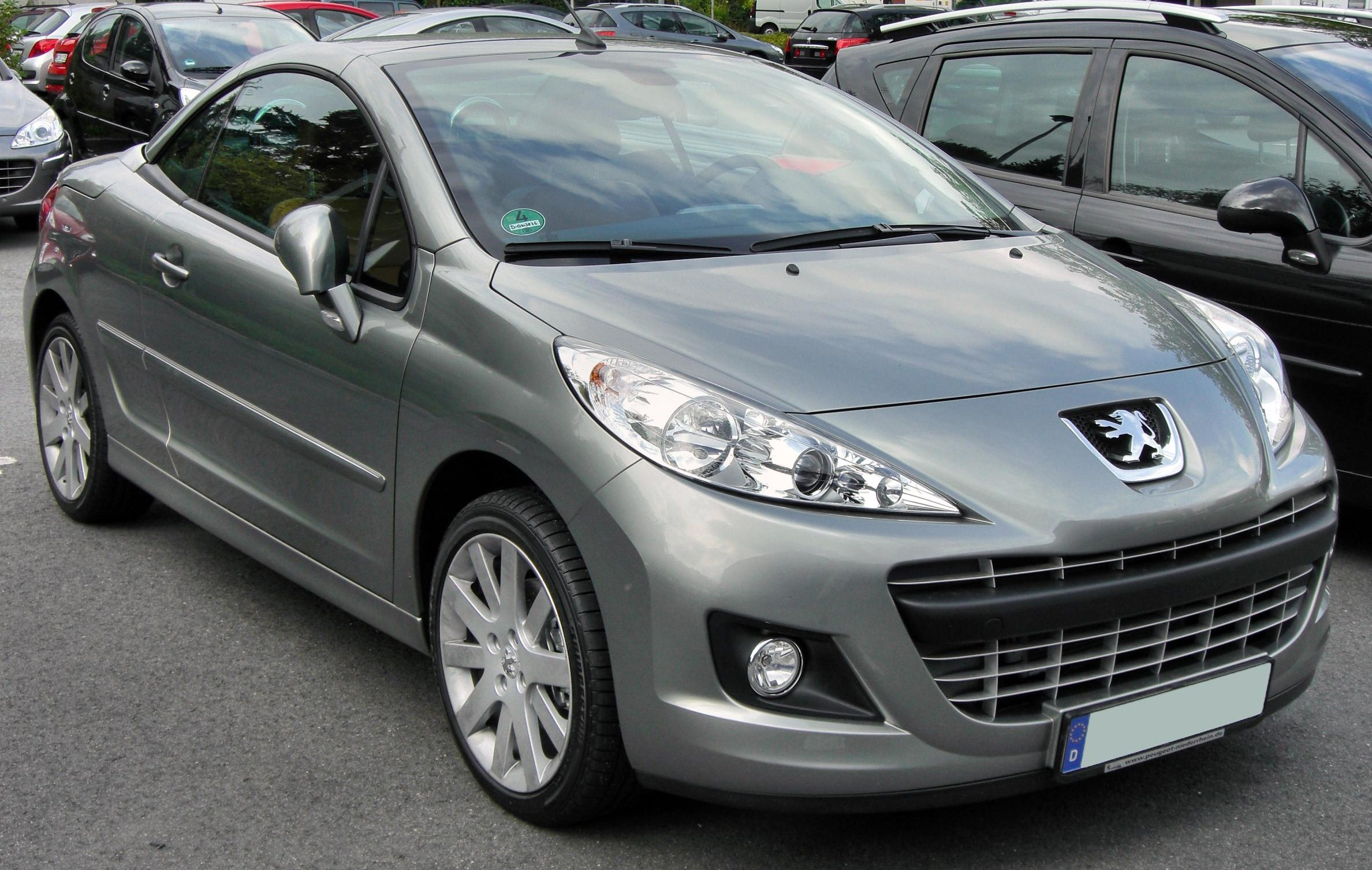
207cc敞篷跑車

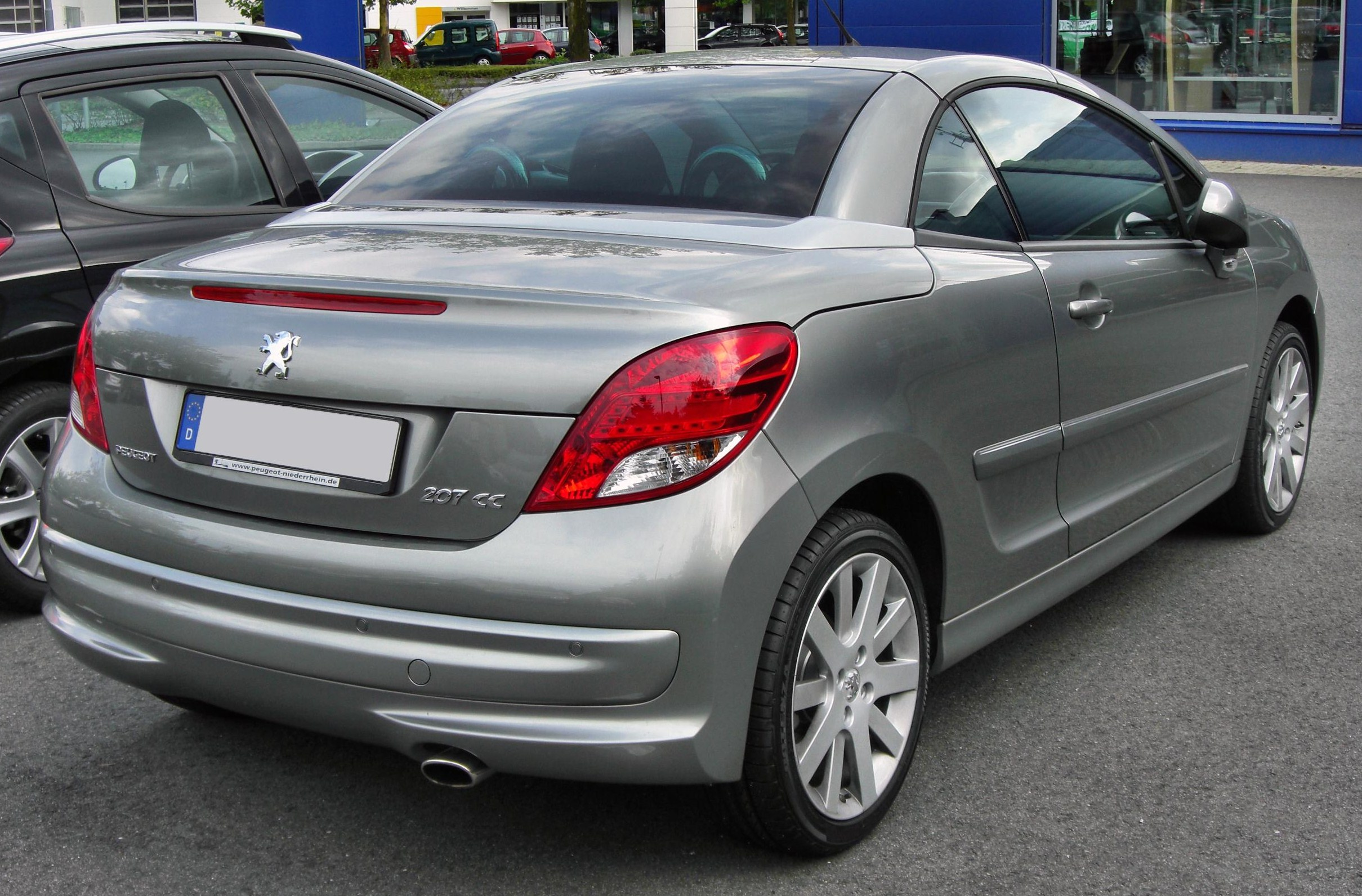
207cc敞篷跑車后视

- 3門 掀背車
- 5門 掀背車
- 2門 敞篷跑車
- 5門 旅行車
- 4門 轎車